# Бурятское книжное издательство
«Буря́тское кни́жное изда́тельство» — советское и российское государственное издательство. Основано в 1923 году в Верхнеудинске.

## История
Основано в 1923 году в связи с образованием Бурят-Монгольской Автономной Советской Социалистической Республики. Выпускало газеты «Бурят-Монгольская правда» и «Бурят-Монголой унэн», с 1925 года — газету «Бурятский комсомолец», с 1955 года — журнал «Байкал».
Специализировалось на выпуске массово-политической, производственно-технической, сельскохозяйственной и художественной литературы, учебной литературы для бурятских школ. В 1969 году выпускались 3 и 17 аймачных газет общим тиражом 40 млн экз. и 15 журналов общим тиражом 220 тыс. экз.
| Статистика по объёмам производства. 1979–1990 годы | Статистика по объёмам производства. 1979–1990 годы | Статистика по объёмам производства. 1979–1990 годы | Статистика по объёмам производства. 1979–1990 годы | Статистика по объёмам производства. 1979–1990 годы | Статистика по объёмам производства. 1979–1990 годы | Статистика по объёмам производства. 1979–1990 годы | Статистика по объёмам производства. 1979–1990 годы |
| —                                                  | 1979                                               | 1980                                               | 1982                                               | 1983                                               | 1984                                               | 1985                                               | 1990                                               |
| -------------------------------------------------- | -------------------------------------------------- | -------------------------------------------------- | -------------------------------------------------- | -------------------------------------------------- | -------------------------------------------------- | -------------------------------------------------- | -------------------------------------------------- |
| Книг и брошюр, печатных единиц                     | 109                                                | 108                                                | 105                                                | 128                                                | 120                                                | 120                                                | 63                                                 |
| Тираж, тыс. экз.                                   | 674,1                                              | 713,6                                              | 620,8                                              | 826,4                                              | 907,8                                              | 936,5                                              | 1013,5                                             |
| Печатных листов-оттисков, тыс.                     | н. д.                                              | 8930,2                                             | 7376,4                                             | 9295,4                                             | 9304,4                                             | 10029,2                                            | 11612,8                                            |